# Przełęcz pod Kobylicą
Przełęcz pod Kobylicą (874 m) – przełęcz w Beskidzie Wyspowym pomiędzy Kiczorą, zwaną też Kobylicą (901 m), a Jasieniem (1052 m). Na południowych zboczach Jasienia i w rejonie przełęczy znajduje się tutaj Polana Folwarczna. Z polany i przełęczy widoki na dolinę Mszanki oraz Beskid Wyspowy i Gorce. W kierunku od lewej strony widoczne są: Kudłoń, Turbacz, Turbaczyk, Obidowiec, Jaworzyna Ponicka, Maciejowa, Potaczkowa, Luboń Wielki i Szczebel. Wschodnie zbocza spod przełęczy opadają do doliny źródliskowego potoku Łososiny, zachodnie do doliny potoku Wierzbienica (dopływ Mszanki). Na przełęczy skrzyżowanie szlaków turystycznych.
Rejon przełęczy należy do wsi Lubomierz w województwie małopolskim, w powiecie limanowskim, w gminie Mszana Dolna.

## Szlaki turystyki pieszej
Lubomierz – Cyrkowa Góra – Przełęcz pod Kobylicą. Czas przejścia: 55 min, ↓ 35 min
 Mszana Dolna – Ogorzała – Kiczora – przełęcz pod Kobylicą – Jasień. Czas przejścia: 5:30 h, ↓ 4:45 h